# 長尾雅世
長尾 雅世（ながお まさよ、8月11日 - ）は、日本の女性声優。神奈川県出身。プロダクション・エース所属。

## 人物
資格は幼稚園教諭2種免許。趣味・特技は映画鑑賞、ショッピング。

## 出演作品

### 吹き替え

#### 映画
- アウトロー（ナンシー・ホルト〈ニコール・フォレスター〉）
- 悪の法則
- 明日に向って撃て!
- ウルヴァリン:X-MEN ZERO
- ウルヴァリン:SAMURAI
- エクソダス:神と王（ネフェルタリ〈ゴルシフテ・ファラハニ〉）
- カムバックス
- ゴーストライダー
- 最凶赤ちゃん計画
- 幸せへのキセキ
- 縞模様のパジャマの少年
- ダイ・ハード/ラスト・デイ
- TIME/タイム
- チェンジリング
- 鉄板スポーツ伝説
- ナイト&デイ
- パーシー・ジャクソンとオリンポスの神々
- パーシー・ジャクソンとオリンポスの神々/魔の海
- ハリウッドランド
- ファンタスティック・フォー:銀河の危機
- プロメテウス ※劇場公開版
- ホートン/ふしぎな世界のダレダーレ
- マスク2

#### アニメ
- アイス・エイジ3/ティラノのおとしもの
- アイス・エイジ4/パイレーツ大冒険（ステフィー）
- ブルー2 トロピカル・アドベンチャー

### ナレーション
- 新潟県中越地震復興宝くじ（CMナレーション）

### ボイスオーバー
- 報道ステーション